# パウェーアップゲイメーズ
『パウェーアップ！ゲイメーズ』（スペイン語：Power Up! Gamers）は、その対象のアートビデオゲームに関連するすべてのものについてのニュースですテレビサによって放送されるメキシコのテレビ番組である。プログラム午前11時毎週土曜日はテレビサのチャネル（FOROtv）によって送信される。
プログラムはすべて、次世代コンソール上のすべての項目について説明します、第八（Wii U、PlayStation 4、Xbox One、ニンテンドー3DS、PlayStation Vita）と過去の世代の3機、第七（PlayStation 3、Xbox 360、PlayStation Portable）。
プログラムのすべてのホストだけでなく、これらすべての地域でも、旧メキシコのプログラムの運転手であることのためクラブ任天堂のパイオニアであり、ビデオゲームの分野では、メキシコやラテンアメリカで知られグス・ロドリゲスの存在を強調してビデオゲームの話だけ任天堂は、とりわけ問題にしようとしていた。そのプログラムは『ニンテンドーマニア』（スペイン語：Nintendomanía）と呼ばれていました。